# SongPop
SongPop é um jogo on-line multiplayer criado pela empresa norte-americana FreshPlanet, desenvolvedora de aplicativos. Ele foi lançado em 29 de maio de 2012.

## Jogabilidade
O aplicativo permite ser acessado pela própria página do Facebook, por aplicativo para Android, iPad e iPhone. Nele o usuário pode jogar com seus contatos, amigos por email ou aleatoriamente. Após a seleção do jogador ele pede para selecionar o tipo de música dentre cinco listas inicialmente, a ser tocada com duração de 30 segundos. Cinco músicas são executadas para que o usuário acerte a canção ou o cantor, vence quem selecionar as músicas mais rapidamente e em sequência. A cada evolução no jogo ele concede novas listas com gêneros diferentes, cada torneio dura uma semana com início no domingo, zerando todos os pontos. Também podem ser adquiridas outras listas por meio de pagamento em cartão de crédito.

## Evolução
No início de junho de 2012 o aplicativo já tinha cerca de 440 mil usuários cadastrados. Dias após o app alcançou 1 milhão de usuários. Em 24 de julho de 2012 ele atingiu a marca de 3 milhões. Um mês depois, o jogo se transformou em uma febre mundial e alcançou a marca de 25 milhões de usuários, sendo 16 milhões por meio do Facebook.